# Lijst van vlaggen van België
Dit is een lijst van vlaggen van België.

## Nationale vlag

### Nationale Vlaggen
| Vlag    | Datum     | Land              | Gebruik                    | Fiav codering |
| ------- | --------- | ----------------- | -------------------------- | ------------- |
| Te land |           |                   |                            |               |
|         | 1831 – Nu | Koninkrijk België | De Staatsvlag van België   |               |
|         | 1831 – Nu | Koninkrijk België | De Civiele vlag van België |               |
| Te zee  |           |                   |                            |               |
|         | 1850 – Nu | België            | De Staatsvlag van België   |               |

## Militaire vlaggen

### Algemeen militaire vlaggen
| Vlag     | Datum     | Militaire tak | Gebruik                           | Fiav codering |
| -------- | --------- | ------------- | --------------------------------- | ------------- |
| Te land  |           |               |                                   |               |
|          | 1830 – Nu | Landmacht     | Vlag van de Belgische Landmacht   |               |
| Te zee   |           |               |                                   |               |
|          | 1831 – Nu | Marine        | Vlag van de Belgische Marine      |               |
|          | 2021 – Nu | Marine        | Vlag van de Belgische Hulpschepen |               |
| Te lucht |           |               |                                   |               |
|          | 1831 – Nu | Luchtmacht    | Vlag van de Belgische Luchtmacht  | /             |

### Marine vlaggen
| Vlag                                     | Datum     | Gebruik |
| ---------------------------------------- | --------- | --- |
| Algemene vlaggen te zee                  |           | |
|                                          | 1831 – Nu | De Geus van de Belgische Marine |
|                                          | 1831 – Nu | De Oorlogswimpel van de Belgische Marine |
| Gespecifeerde vlaggen te zee             |           | |
|                                          | 2016 – Nu | Vlag gebruikt door schepen die geen eigendom zijn van de Belgische Marine (Bestuurd door een officier + 1/3 van het schip is bemand door Belgische mariniers) |
|                                          | 1999 – Nu | Vlag vaak gebruikt door plezierboten |
|                                          | 1866 – Nu | Vlag gebruikt door Belgische jachtboten |
|                                          |           | |
| Militaire vlag (militaire rangen) te zee |           | |
|                                          | 1957 – Nu | Vlag (standaard) van de Admiraliteit Benelux |

## Historische vlaggen

### Historische Vlaggen van België
| Vlag | Datum       | Land                       | Gebruik                                               |
| ---- | ----------- | -------------------------- | ----------------------------------------------------- |
|      | 863 – 1794  | Graafschap Vlaanderen      |                                                       |
|      | 980 – 1795  | Prinsbisdom Luik           |                                                       |
|      | 1061 – 1797 | Hertogdom Limburg          |                                                       |
|      | 1071 – 1795 | Graafschap Henegouwen      |                                                       |
|      | 1183 – 1795 | Hertogdom Brabant          |                                                       |
|      | 1384 – 1482 | Bourgondische Nederlanden  |                                                       |
|      | 1556 – 1715 | Spaanse Nederlanden        | Staatsvlag van de Spaanse Nederlanden                 |
|      | 1556 – 1715 | Spaanse Nederlanden        | Civiele vlag van de Spaanse Nederlanden               |
|      | 1715 – 1795 | Oostenrijkse Nederlanden   |                                                       |
|      | 1789 – 1790 | Verenigde Belgische Staten | Revolutionaire vlag van de Verenigde Belgische Staten |
|      | 1830 – 1831 | België                     |                                                       |
|      | 1831 – Nu   | Koninkrijk België          | Staats vlag van het Koninkrijk België                 |

### Koloniale vlaggen
| Vlag | Datum       | Kolonie        | Gebruik                                               |
| ---- | ----------- | -------------- | ----------------------------------------------------- |
|      | 1908 – 1960 | Belgisch-Congo | Vlag van Belgisch-Congo                               |
|      | 1936 – 1960 | Belgisch-Congo | Vlag van de Gouverneur-Generaal van de Belgisch-Congo |

### Andere Historische Vlaggen
| Vlag | Datum       | Land/organisatie    | Gebruik                                                        |
| ---- | ----------- | ------------------- | -------------------------------------------------------------- |
|      | 1883 – 1920 | Neutraal Moresnet   | Vlag van het Neutraal Moresnet (België - Nederland - Duitsand) |
|      | 1722 – 1731 | Oostendse Compagnie | Vlag van het Oostendse Compagnie (Zuidelijke Nederlanden)      |

## Vlaggen van deelgebieden en provincies

### Deelgebieden
| België | België    | België                | België                         | België         | België         | België         | België                  |
| Regio  | Regio     | Regio                 | Regio                          | Gemeenschappen | Gemeenschappen | Gemeenschappen | Gemeenschappen          |
| Vlag   | Datum     | Administratieve regio | Administratieve regio          | Vlag           | Datum          | Gemeenschap    | Gemeenschap             |
| ------ | --------- | --------------------- | ------------------------------ | -------------- | -------------- | -------------- | ----------------------- |
|        | 1973 – Nu |                       | Vlaams Gewest                  |                | 1973 – Nu      |                | Vlaamse Gemeenschap     |
|        | 1998 – Nu |                       | Waals Gewest                   |                | 1991 – Nu      |                | Franse Gemeenschap      |
|        | 2015 – Nu |                       | Brussels Hoofdstedelijk Gewest |                | 1990 – Nu      |                | Duitstalige Gemeenschap |

### Brussel
| Brussel       | Brussel       | Brussel                        | Brussel                | Brussel                | Brussel                                  |
| Steden/regios | Steden/regios | Steden/regios                  | Gemeenschapscommissies | Gemeenschapscommissies | Gemeenschapscommissies                   |
| Vlag          | Datum         | Stad/regio                     | Vlag                   | Datum                  | Stad/regio                               |
| ------------- | ------------- | ------------------------------ | ---------------------- | ---------------------- | ---------------------------------------- |
|               | 1930 – Nu     | Stad Brussel                   |                        | 1989 – Nu              | Vlaamse Gemeenschapscommissie            |
|               | 2015 – Nu     | Brussels Hoofdstedelijk Gewest |                        | 1989 – Nu              | Franse Gemeenschapscommissie             |
|               | 1991 – 2015   | Brussels Hoofdstedelijk Gewest | Geen vlag              | Geen vlag              | Gemeenschappelijke Gemeenschapscommissie |

### Provincies
| Vlag | Datum            | Provincie | Provincie                      |
| ---- | ---------------- | --------- | ------------------------------ |
|      | 1997 – Nu        |           | West-Vlaanderen                |
|      | 1999 – Nu        |           | Oost-Vlaanderen                |
|      | 1997 – Nu        |           | Antwerpen                      |
|      | 1996 – Nu        |           | Limburg                        |
|      | 1996 – Nu        |           | Vlaams-Brabant                 |
|      | 1995 – Nu        |           | Waals-Brabant (Brabant-wallon) |
|      | Onofficiële vlag |           | Henegouwen (Hainaut)           |
|      | 1953 – Nu        |           | Namen (Namur)                  |
|      | Onofficiële vlag |           | Luik (Liège)                   |
|      | 2018 – Nu        |           | Luxemburg (Luxembourg)         |

#### Voormalige provincies
| Vlag | Datum       | Provincie | Provincie                                                               |
| ---- | ----------- | --------- | ----------------------------------------------------------------------- |
|      | 1837 – 1995 |           | Brabant (Tot splitsing in 1995, gesplitst in Vlaams- en Waals- Brabant) |

## Koninklijke vlaggen
Elke koninklijke standaard voor een monarch is een vierkante rouge ponceau banier met het koninklijke wapen, gepersonaliseerd met de cypher van de koning in elke hoek.
| Vlag | Datum       | Koning/Vorst                         |
| ---- | ----------- | ------------------------------------ |
|      | 1831 – Nu   | Belgische vlag met Vorstelijke kroon |
|      | 1831 – 1865 | Leopold I                            |
|      | 1865 – 1909 | Leopold II                           |
|      | 1909 – 1934 | Albert I                             |
|      | 1934 – 1951 | Leopold III                          |
|      | 1951 – 1993 | Boudewijn I                          |
|      | 1993 – 2013 | Albert II                            |
|      | 2013 – Nu   | Filip I                              |

## Overige vlaggen
| Vlag | Datum            | Land/organisatie | Gebruik                                                 |
| ---- | ---------------- | ---------------- | ------------------------------------------------------- |
|      | 1957 – Nu        | Benelux          | Onofficiële vlag van de Benelux                         |
|      | Onofficiële vlag | SVB              | Vlag van het SVB (Belgische vexillologische vereniging) |